# Малиелегаои, Туилаэпа Аионо Саилеле
Туилаэпа Саилеле Малиелегаои (самоан. Tuila'epa Sailele Malielegaoi; род. 14 апреля 1945 года) — премьер-министр Самоа в 1998—2021 годах.
Был членом самоанского парламента с 1981 года и сменил на посту премьер-министра Тофилау Эти Алесана после формирования коалиционного правительства во главе с «Партией покровительства правам человека», членом которой состоит Туилаэпа.